# Häns’che Weiss
Häns’che Weiss (* 1951 in Berlin; † 2. Juni 2016) war ein deutscher Jazzmusiker (Gitarrist), Komponist und Interpret von Gypsy-Jazz in der Tradition von Django Reinhardt.

## Leben und Wirken
Weiss lernte Grundzüge des Gitarrenspiels in der Familie. Im Dezember 1969 holte Schnuckenack Reinhardt den Sologitarristen in sein Quintett. Drei Jahre später, im September 1972, gründete er das „Häns’che Weiss Quintett“, das aus dem (alten) „Schnuckenack Reinhardt-Quintett“ hervorging. Es bestand aus Häns’che Weiss (Sologitarre), Titi Winterstein (1956–2008, Violine), Holzmanno Winterstein (bis 1976) bzw. Lulu Reinhardt (Rhythmusgitarre), Ziroli Winterstein (1954–2007, Rhythmusgitarre) und Hojok Merstein (Kontrabass)
Im Jahr 1978 erhielt das Ensemble für das vierte Album 5 Jahre Musik Deutscher Zigeuner den Deutschen Schallplattenpreis. Auf diesem Album ist auch der erste politische Titel eines Sinti-Musikers, Lass Maro Tschatschepen („Lasst uns unser Recht fordern“), enthalten. Weiss löste die dem Sound des Quintette du Hot Club de France verpflichtete Formation auf und versuchte ab 1980, musikalisch neue Wege zu beschreiten. Titi Wintersteins Stelle nahm in seinem Quartett bzw. Trio (von 1980 bis 1994) sein Neffe Martin Weiss ein.
Ab 1980 wurde der Schweizer Bassist Vali Mayer zu Weiss’ ständigem Begleiter. Mit ihm erweiterte sich das Repertoire in andere, modernere Stilrichtungen im Jazz und auch in lateinamerikanische Musik. Weiss komponierte nun auch brasilianische Bossas und Jazzballaden. Das Trio (Häns’che und Martin Weiss, Vali Mayer) hatte jetzt unter dem Namen Häns’che Weiss Ensemble weltweit Erfolg. 1994 trennte sich Häns’che Weiss von seinem Neffen Martin und trat in den nächsten zehn Jahren mit Vali Mayer im Duo auf. Dann stieß sein Großneffe Micky Bamberger am Piano dazu. Zum neuen Trio gesellte sich bald Holzmanno Winterstein als Rhythmusgitarrist.
Dieses Quartett bestand, bis Weiss 2014 schwer erkrankte. Von dieser Krankheit erholte er sich nicht mehr und starb im Juni 2016.

## Diskografie (Auswahl)
- Musik Deutscher Zigeuner – Häns’che Weiss Quintett, Vol. 5 (Da Camera Song, LP, Erstauflage März 1973, aufgenommen: 26./27./28. September 1972)
- Musik Deutscher Zigeuner – Häns’che Weiss Quintett, Vol. 6 (Da Camera Song, LP, Erstauflage Mai 1974, aufgenommen: 29./30./31. Oktober 1973)
- Häns’che Weiss Quintett: Dja Maro Drom (Electrola, LP, Erstauflage September 1974, aufgenommen: 1.–5. Juli 1974)
- Das Häns’che Weiss Quintett: Das Häns’che Weiss Quintett (Songbird 1975, aufgenommen 24.–29. September 1975)
- Häns’che Weiss Quintett: Fünf Jahre Musik Deutscher Zigeuner (Intercord 1977, aufgenommen am 24. Februar / 1. März 1977, mit Oscar Klein, Silvano Lagrène)
- Häns’che Weiss: Couleurs (CC-Records 1981, aufgenommen im Januar 1981, mit Martin Weiss, Romani Weiss, Hans Hartmann, Dieter Goal, Albert Mair, Trilok Gurtu und Walter Buri)
- Häns’che Weiss Ensemble: Zugaben… (Eigenproduktion, aufgenommen 1985)
- Häns’che Weiss Ensemble: Erinnerungen (Elite Special, 1988)
- Häns’che Weiss Ensemble: Vis à Vis (Elite Special, 1991)
- Häns’che Weiss: Special at Lloyd’s (Lloyd Eigenproduktion, aufgenommen im Oktober 1995)
- Häns’che Weiss, Vali Mayer: The Duo live in concert (Salko Productions, 1996)
- Häns’che Weiss, Vali Mayer: Just play I (SALKO Productions, CD 1998)
- Häns’che Weiss, Vali Mayer: Just play II (SALKO Productions, CD 2003)